# Trial Indoor Internacional de Sheffield
El Trial Indoor Internacional de Sheffield es una competición deportiva de trial que se celebra cada año, durante el mes de enero, en la ciudad de Sheffield. Es una de las pruebas más veteranas a nivel mundial, que ha formado parte del Campeonato Mundial de X-Trial en distintas ocasiones.

## Palmarés
| Edición | Año     | Campeón          | País                    | Motocicleta |
| ------- | ------- | ---------------- | ----------------------- | ----------- |
| I       | 1996    | Dougie Lampkin   | Bandera del Reino Unido | Beta        |
| II      | 1997    | Dougie Lampkin   | Bandera del Reino Unido | Beta        |
| III     | 1998    | Dougie Lampkin   | Bandera del Reino Unido | Beta        |
| IV      | 1999    | Dougie Lampkin   | Bandera del Reino Unido | Beta        |
| V       | 2000    | Dougie Lampkin   | Bandera del Reino Unido | Montesa     |
| VI      | 2001    | Dougie Lampkin   | Bandera del Reino Unido | Montesa     |
| VII     | 2002    | Dougie Lampkin   | Bandera del Reino Unido | Montesa     |
| VIII    | 2003    | Albert Cabestany | Bandera de España       | Beta        |
| IX      | 2004    | Dougie Lampkin   | Bandera del Reino Unido | Montesa     |
| X       | 2005    | Adam Raga        | Bandera de España       | Gas Gas     |
| XI      | 2006    | Toni Bou         | Bandera de España       | Beta        |
| XII     | 2007*   | Toni Bou         | Bandera de España       | Beta        |
| XIII    | 2008**  | Toni Bou         | Bandera de España       | Montesa     |
| XIV     | 2009    | Toni Bou         | Bandera de España       | Montesa     |
| XV      | 2010    | Toni Bou         | Bandera de España       | Montesa     |
| XVI     | 2011    | Toni Bou         | Bandera de España       | Montesa     |
| XVII    | 2012    | Toni Bou         | Bandera de España       | Montesa     |
| XVIII   | 2013    | Toni Bou         | Bandera de España       | Montesa     |
| XIX     | 2014    | Toni Bou         | Bandera de España       | Montesa     |
| XX      | 2015    | Toni Bou         | Bandera de España       | Montesa     |
| XXI     | 2016    | Adam Raga        | Bandera de España       | TRS         |
| XXII    | 2017    | Toni Bou         | Bandera de España       | Montesa     |
| XXIII   | 2018    | Toni Bou         | Bandera de España       | Montesa     |
| XXIV    | 2019    | Toni Bou         | Bandera de España       | Montesa     |
| XXV     | 2020*** | Toni Bou         | Bandera de España       | Montesa     |

- Las ediciones de 2006, 2007 y 2019 se realizaron en diciembre del año anterior.